# Острівне (Березовський міський округ)
Острівне́ (рос. Островное) — селище у складі Березовського міського округу Свердловської області.
Населення — 229 осіб (2010, 267 у 2002).
Національний склад станом на 2002 рік: росіяни — 83 %.